# Héctor Victoria Aguilar
Héctor Victoria Aguilar fue un sindicalista, político y legislador constituyente mexicano, nacido en Conkal, Yucatán el 29 de diciembre de 1886 y fallecido en la ciudad de Mérida en 1926. Diputado por Yucatán en el Congreso Constituyente de Querétaro en 1916, participó en la redacción de la Constitución Política de los Estados Unidos Mexicanos de 1917, atribuyéndosele el contenido de buena parte del título sexto de la carta magna que contiene las provisiones relativas al trabajo y a la previsión social, y muy particularmente de su artículo 123. Fue hijo de Emeterio Victoria Manzanero y de Josefina Aguilar Argáez, originarios de Tahmek, Yucatán.

## Juventud
Estudio en Conkal, su pueblo natal, la escuela primaria. Después se fue a Mérida para continuar sus estudios en el Instituto Literario mismos que tuvo que abandonar a la muerte temprana de sus padres, por falta de recursos. La necesidad lo obligó a trabajar para sostenerse y a continuar sus estudios informalmente.

## Sindicalismo
Trabajó como obrero del taller mecánico en los Ferrocarriles del Sureste. Como resultado de un accidente de trabajo perdió el ojo derecho siendo aún muy joven. Ese hecho lo movió hacia el sindicalismo contribuyendo a la creación de la Unión de Trabajadores del FFCC de Yucatán de la cual llegó a ser Secretario General. El año de 1911 encabezó el primer movimiento de huelga de los ferrocarriles yucatecos.

## Vida política
La vida sindical lo llevó a la acción política. Fue de los fundadores con Felipe Carrillo Puerto del Partido Socialista Obrero creado cuando gobernaba el estado de Yucatán el general Salvador Alvarado, el año de 1916. Entonces fue elegido regidor para el Ayuntamiento de Mérida.
Al expedirse la convocatoria nacional para integrar el Congreso Constituyente que se reuniría en Querétaro el mismo año de 1916, Héctor Victoria fue elegido por el partido de Izamal. Acudió con esas credenciales, junto con otros cuatro yucatecos, a la cita histórica para la elaboración y promulgación de la Constitución Política de los Estados Unidos Mexicanos de 1917. Los otros cuatro colegas y paisanos de Victoria Aguilar fueron: Antonio Ancona Albertos, Manuel González Cepeda, Enrique Recio y Miguel Alonzo Romero. Ellos colaboraron en la redacción del texto de la constitución política que aún a la fecha, le da base al marco jurídico de México.
Héctor Victoria destacó en Querétaro por sus aportaciones a la cuestión laboral contenida en la Constitución, muy especialmente en la redacción del artículo 123 de la misma. Desde la tribuna, el diputado yucateco pidió elevar a rango constitucional el salario mínimo, la jornada máxima de trabajo, el descanso semanal, el aseguramiento de condiciones adecuadas de salud para los trabajadores, la seguridad social, los tribunales de conciliación y arbitraje y la prohibición del trabajo nocturno para mujeres y menores de edad. Su experiencia personal fue crucial en este aspecto. Muchos de estos postulados habían sido ya considerados en las leyes que se aprobaron durante el gobierno de Salvador Alvarado y en el proyecto de la Constitución Política del Estado de Yucatán que vino a promulgarse posteriormente.
La inclusión del título sexto de la Constitución que versa sobre el derecho laboral y las cuestiones del trabajo fue la base para que inmediatamente se redactara la ley reglamentaria de tal título: La Ley Federal del Trabajo de México, con las ideas y los planteamientos de Héctor Victoria.
En 1918, Victoria Aguilar fue elegido diputado local en Yucatán y entonces presidiendo al Congreso del estado, colaboró en el texto definitivo de la Constitución de Yucatán que fue promulgada por Salvador Alvarado en consonancia con la carta magna federal de 1917. Posteriormente, sería reelecto diputado y más tarde, durante el gobierno de Felipe Carrillo Puerto, Consejero Delegado de los Ferrocarriles Unidos de Yucatán, en donde había trabajado como simple obrero años atrás.

## Reconocimientos
- Hay una estatua en honor de Héctor Victoria Aguilar en la rotonda denominada Artículo 123, frente a lo que fue la estación central de los Ferrocarriles de Yucatán (La Plancha) en Mérida, Yucatán.
- El teatro del actual sindicato de ferrocarrileros en Yucatán, lleva su nombre.
- El Congreso de Yucatán otorga anualmente una presea al mérito ciudadano con el nombre de Héctor Victoria Aguilar.[3]